# Marco Simoncelli
Marco Simoncelli (Cattolica, 20 de janeiro de 1987 - Kuala Lumpur, 23 de outubro de 2011) foi um motociclista italiano, campeão mundial na categoria 250cc e que, em 2011, disputou o mundial de MotoGP pela equipe San Carlo Honda Gresini. Era conhecido por apelidos como "Super Sic", na Europa, e "Urso do cabelo duro" no Brasil.
Mesmo fora da moto, o italiano de 24 se destacava na multidão, com 1,83m de altura e a cabeleira selvagem que se tornou  marca registrada - segundo ele, uma homenagem ao guitarrista Jimi Hendrix. Sua rapidez, estilo e determinação eram reconhecidos entres os pilotos da MotoGP, e o acidente do domingo Malaio encerrou a escala de um dos maiores nomes da nova geração da motovelocidade mundial.

## Carreira
A carreira de Marco Simoncelli começou nas micro-motos. Foi vice-campeão italiano em 1996 e apesar do tamanho, seguiu nas mini-motos até 2000, conquistando dois tíulos nacionais. No ano seguinte, ele passou a competir na classe 125cc, foi campeão italiano e venceu o campeonato europeu em 2002, ano em que estreou no Mundial, com uma 13ª posição no Grande Premio de Portugal.
A primeira temporada completa foi em 2003, com Aprilia, marcando pontos em seis corridas e culminando com um 4º lugar no GP de valência. Em 2004, os resultados foram muitos melhores: duas poles e a primeira vitória, debaixo de chuva no GP da Espanha, em Jerez de La Fronteira. Pouca sorte e muitos tombos o deixaram em 11º no ranking da temporada. Em 2005 ele subiu para 5º, com seis pódios e uma vitória. A boa campanha resultou em uma promoção para as 250cc em 2006, na equipe Gilera, mas a moto não ajudava e ele ficou em 10º no Mundial por dois anos consecutivos.
A temporada 2008 havia começado e a Gilera continuava lenta, mas Marco estava disposto a tudo para mostrar o seu valor. Depois de problemas no Catar, vieram dois segundos lugares (Portugal e China) e uma corrida eletrizante na Itália. Na mágica pista Mugello, depois de ultrapassagens e encontrões com os rivais espanhóis Álvaro Bautista e Hector Barberá, Simoncelli chegou ao degrau mais alto do pódio pela primeira vez na categoria. A festa em casa foi tamanha que os dirigentes da equipe enfim conseguiram uma moto competitiva para a final da temporada. Simoncelli retribuiu com mais cinco vitórias e dez pódios, conquistando o título mundial com o 3º lugar em Sepang, mesma pista do acidente fatal de 2011.
Pouco antes do início da temporada 2009 Marco aprontou das suas, se machucou em um treino de motocross com o amigo Valentino Rossi e perdeu as duas primeiras etapas do mundial. Mesmo assim, o cabeludo conseguiu seis vitórias e dez pódios, perdendo o título para Hiroshi Aoyama na última etapa do Mundial, depois de um tombo quando liderava.
O ex-campeão da 125cc Fausto Grecini o convidou para integrar a equipe satélite da Honda na MotoGP. O primeiro ano foi confuso, com muitos tombos e uma 4ª colocação em Portugal como melhor resultado. Simoncelli tinha tal obstinação em acelerar tudo que parecia não medir as consequências dos próprios atos.
Essa vontade alucinada de vencer chamou a atenção da Honda, que ofereceu ao Gresini uma moto de fábrica para Simoncelli, com despesas pagas. O piloto sabia 2011 era tempo de decisão colocou a faca entre os dentes e partiu para a caça ao título mundial. Quinto no Catar; tombo na Espanha quando liderava; discussão com Lorenzo e três tombos em Portugal; a polêmica trombada com Dani Pedrosa, na França, que quebrou a clavícula e perdeu a chance de brigar pelo campeonato...Criticado por alguns e amado por muitos, Simoncelli seguiu com sua estratégia vai-ou-cai; de pole a 6º colocado no GP da Catalunha; tombo na Inglaterra quando estava em 2º e tombo levando Lorenzo junto na Holanda, resultado opacos até o 3º lugar na República Checa, primeiro pódio na MotoGP.
Se enganou quem esperava que depois do champanhe checo Marco acertaria o passo. Uma série de quartos lugares o seguiu até a famosa pista australiana de Phillip Island, onde depois de três tombos na mesma curva durante os treinos, Simoncelli andou muito bem e voltou ao pódio, em uma inédita 2º colocação, atrás apenas do herói local Casey Stoner, imbatível em casa a cinco anos e novo campeão do mundo da MotoGP.
No domingo seguinte, na pista de Sepang que lhe dera o título das 250cc três anos antes, treinou bem e estava feliz no grid de largada da última corrida da vida dele. Este é o resumo profissional de extravagante Marco Simoncelli, um piloto que preferia o campo às grandes cidades, priorizava a paixão sobre a razão, ouvir em vez de falar. Agressivo e veloz dentro da pista, simples, sincero e brincalhão fora dela. Simoncelli deixa saudades em uma legião de fãs. O craque italiano das pistas morreu do jeito que sempre viveu: em alta velocidade.

## Morte
Em 23 de Outubro de 2011, Simoncelli foi envolvido em uma colisão com o piloto norte-americano Colin Edwards e seu colega italiano Valentino Rossi durante o Grande Prêmio da Malásia de MotoGP, no Circuito Internacional de Sepang. Em quarto lugar durante a segunda volta, a moto de Simoncelli perdeu tração na curva 11 e começou a deslizar para o cascalho, mas os pneus recuperaram a tração e sua moto virou de repente através da pista no caminho de Edwards e Rossi, com Simoncelli pendurado para baixo no lado direito.
Simoncelli foi atingido na parte inferior do corpo por Edwards e na cabeça por Rossi, no decurso do qual Simoncelli perdeu o capacete enquanto Edwards foi catapultado de sua motocicleta.  A corrida foi imediatamente marcada com bandeira vermelha. Edwards sofreu uma deslocação em um de seus ombros. Simoncelli sofreu ferimentos muito mais graves e foi levado de ambulância para o centro médico do circuito. Às 16:56 hora local, menos de uma hora após o acidente, foi anunciado que ele tinha morrido em consequência de seus ferimentos. Mais tarde, numa conferência de imprensa com os membros da direção da corrida de MotoGP, a diretora médica Michele Macchiagodena disse que Simoncelli sofreu "um trauma muito grave na cabeça, no pescoço e no peito", e foi administrado uma RCR durante 45 minutos.
Seu corpo foi levado para a Itália, acompanhado por seu pai Paolo, sua noiva Kate Fretti e Valentino Rossi. A família foi recebida pelo presidente do Comitê Olímpico Italiano Giovanni Petrucci, antes de o corpo ser transportado para um teatro em Coriano, Rimini, onde foi colocado em um caixão aberto. Os fãs e visitantes foram autorizados a pagar seus respeitos, em um memorial que incluiu o Campeonato Mundial de 250cc vencedor pela Gilera, além do campeonato de MotoGP de 2011 pela Honda. O seu funeral foi realizado na sua cidade natal no dia 27 de outubro de 2011.

## Resultados na MotoGP
| Ano  | Classe | Moto    | 1       | 2       | 3       | 4       | 5       | 6       | 7       | 8       | 9       | 10      | 11      | 12      | 13      | 14      | 15      | 16      | 17     | 18    | Pos | Pts |
| ---- | ------ | ------- | ------- | ------- | ------- | ------- | ------- | ------- | ------- | ------- | ------- | ------- | ------- | ------- | ------- | ------- | ------- | ------- | ------ | ----- | --- | --- |
| 2002 | 125 cc | Aprilia | JPN     | RSA     | SPA     | FRA     | ITA     | CAT     | NED     | GBR     | GER     | CZE 27  | POR 13  | BRA 21  | PAC     | MAL Ret | AUS Ret | VAL Ret |        |       | 33º | 3   |
| 2003 | 125 cc | Aprilia | JPN 21  | RSA 20  | SPA 14  | FRA Ret | ITA 17  | CAT 16  | NED 20  | GBR 16  | GER 12  | CZE 14  | POR Ret | BRA 11  | PAC Ret | MAL 11  | AUS Ret | VAL 4   |        |       | 21º | 31  |
| 2004 | 125cc  | Aprilia | RSA Ret | SPA 1   | FRA Ret | ITA Ret | CAT 7   | NED 7   | BRA 6   | GER 10  | GBR Ret | CZE 19  | POR 6   | JPN 6   | QAT 6   | MAL Ret | AUS Ret | VAL     |        |       | 11º | 79  |
| 2005 | 125cc  | Aprilia | SPA 1   | POR 10  | CHN 6   | FRA 5   | ITA Ret | CAT 2   | NED 4   | GBR 4   | GER 3   | CZE 3   | JPN Ret | MAL 9   | QAT 3   | AUS 3   | TUR 6   | VAL 5   |        |       | 5º  | 177 |
| 2006 | 250cc  | Gilera  | SPA Ret | QAT 8   | TUR 11  | CHN 6   | FRA 8   | ITA 7   | CAT Ret | NED 7   | GBR 10  | GER Ret | CZE 9   | MAL 8   | AUS 10  | JPN 9   | POR 7   | VAL Ret |        |       | 10º | 92  |
| 2007 | 250 cc | Gilera  | QAT 9   | SPA Ret | TUR 9   | CHN Ret | FRA 6   | ITA 9   | CAT 9   | GBR Ret | NED 6   | GER 7   | CZE Ret | RSM Ret | POR 7   | JPN 7   | AUS 7   | MAL 8   | VAL 11 |       | 10º | 97  |
| 2008 | 250cc  | Gilera  | QAT Ret | SPA Ret | POR 2   | CHN 4   | FRA 2   | ITA 1   | CAT 1   | GBR 2   | NED 3   | GER 1   | CZE 3   | RSM 6   | IND C   | JPN 1   | AUS 1   | MAL 3   | VAL 1  |       | 1º  | 281 |
| 2009 | 250cc  | Gilera  | QAT     | JPN 17  | SPA 3   | FRA 1   | ITA 2   | CAT Ret | NED 3   | GER 1   | GBR 4   | CZE 1   | IND 1   | RSM Ret | POR 1   | AUS 1   | MAL 3   | VAL Ret |        |       | 3º  | 231 |
| 2010 | MotoGP | Honda   | QAT 11  | SPA 11  | FRA 10  | ITA 9   | GBR 7   | NED 9   | CAT Ret | GER 6   | USA Ret | CZE 11  | IND 7   | RSM 14  | ARA 7   | JPN 6   | MAL 8   | AUS 6   | POR 4  | VAL 6 | 8th | 125 |
| 2011 | MotoGP | Honda   | QAT 5   | SPA Ret | POR Ret | FRA 5   | CAT 6   | GBR Ret | NED 9   | ITA 5   | GER 6   | USA Ret | CZE 3   | IND 12  | RSM 4   | ARA 4   | JPN 4   | AUS 2   | MAL C  | VAL   | 6º* | 139 |

- * Temporada em andamento.